# Abbaye d'Alvastra
L’abbaye d'Alvastra est une abbaye cistercienne fondée en juin 1143 en Ostrogothie en Suède par le roi Sverker Ier.

## Historique
Richezza de Pologne (1116-1156), qui épousa le roi Magnus Ier de Suède, puis le roi Sverker Ier de Suède, et était donc reine consort de Suède, y était enterré. 

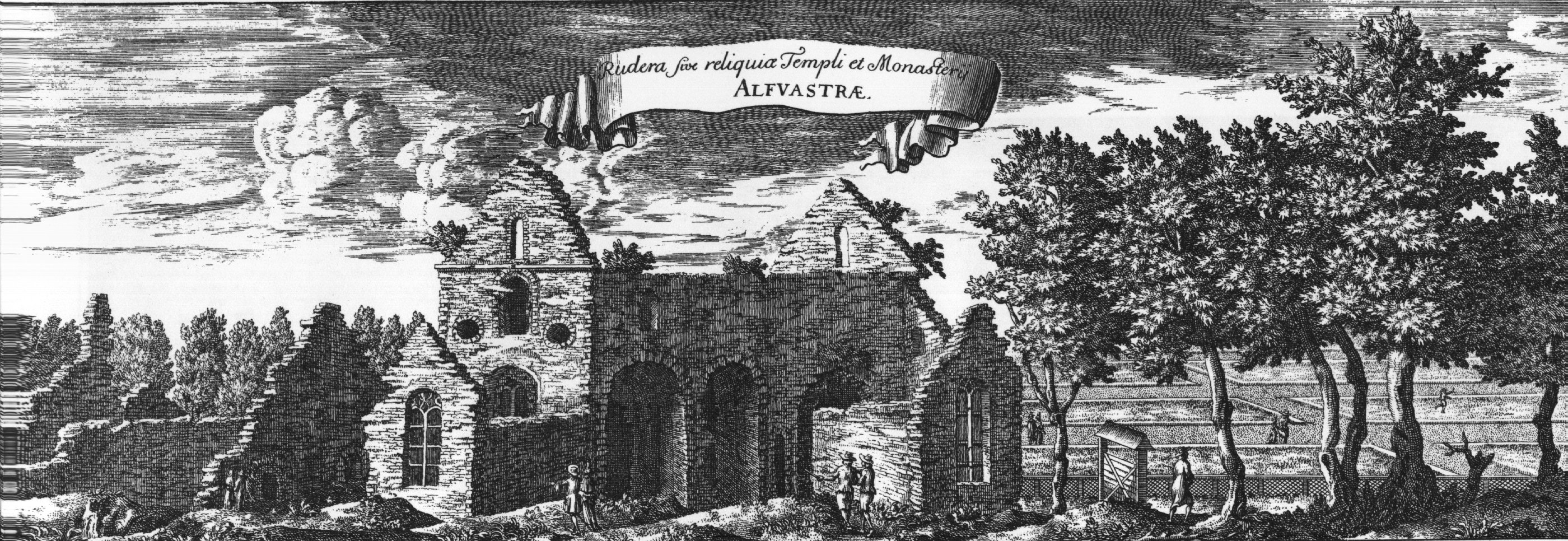
Les ruines du monastère vers 1700.